# 愛甲宿

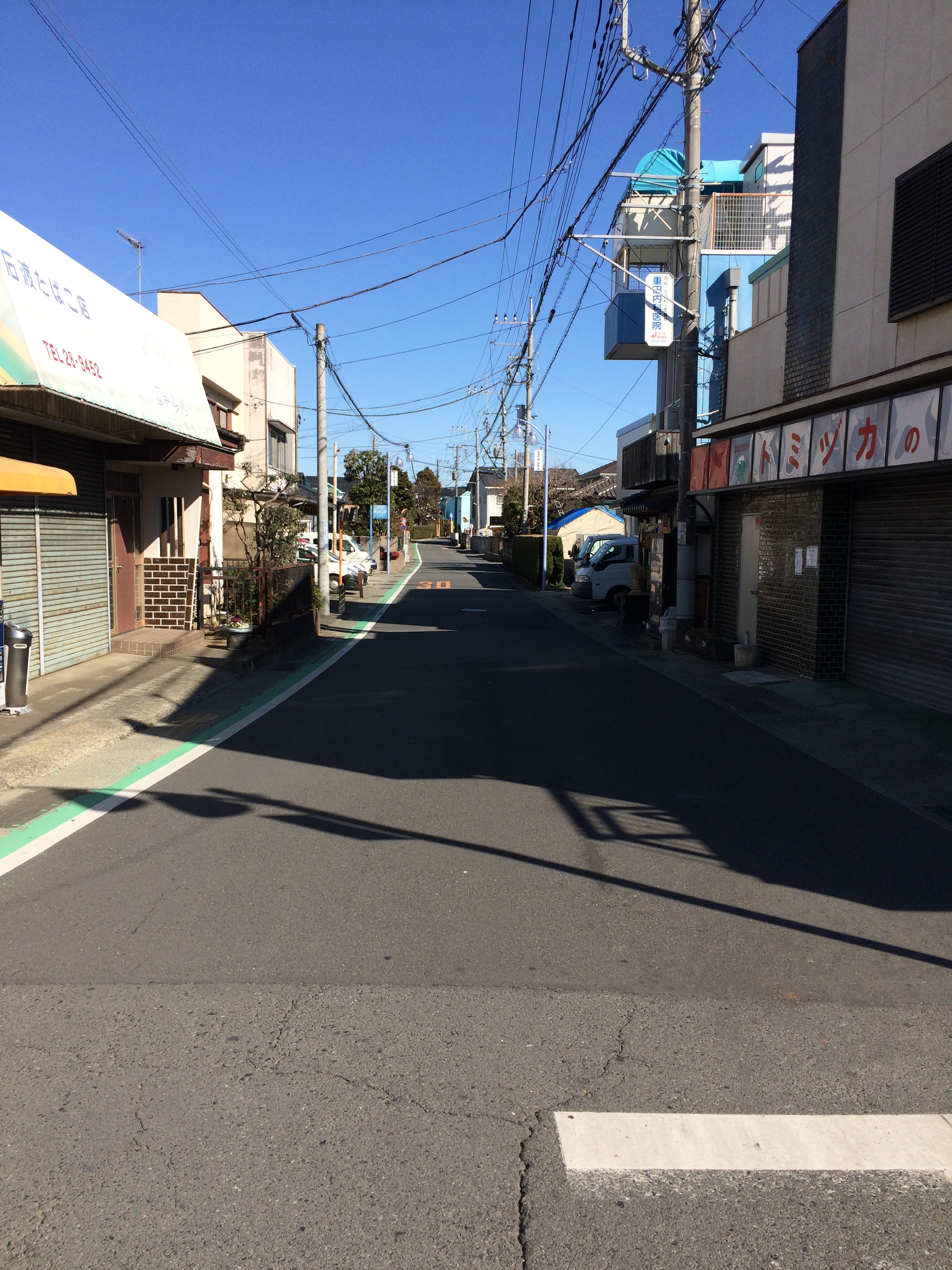
愛甲宿（2017年2月撮影）

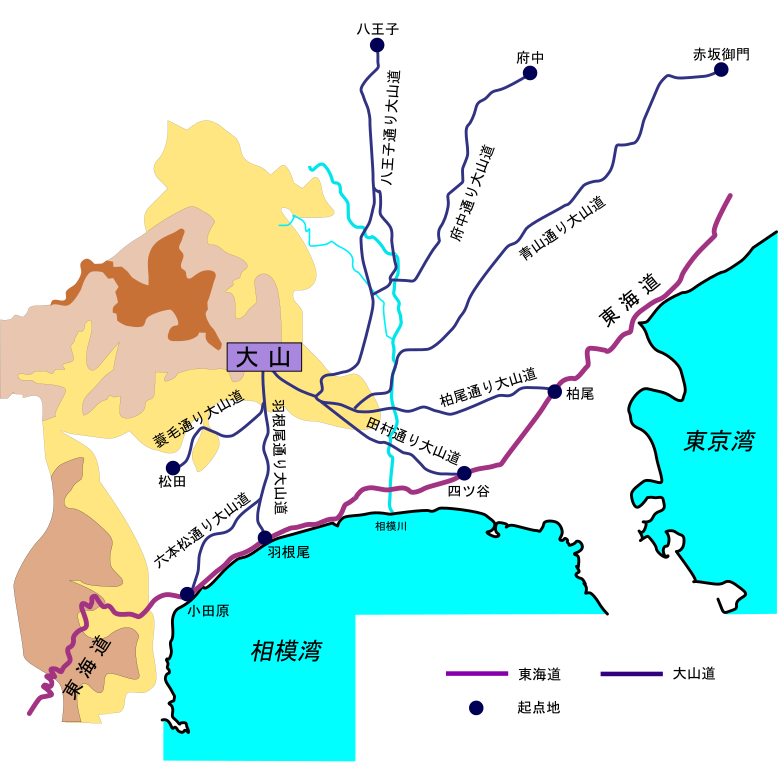
大山道(主要8道)。

愛甲宿（あいこうしゅく）は、現在の神奈川県厚木市愛甲に位置する、大山道（矢倉沢往還）の宿場（継立場）。まんじゅう屋、木賃宿、紺屋（染物屋）などが並ぶ小さな宿場であった。

## 歴史
愛甲は、厚木市の南西部に位置する地域である。付近はほぼ平坦な地形であるが、台地の末端には1段高くなった段丘面が細長く存在して起伏に富んだ部分がある。
古墳時代から人の活動が確認されていて、すでに消滅したものも含めて5基ほどの古墳が存在している。人々は古墳の下を流れる玉川沿いで農耕を営み、この台地の末端部に集落を形成して暮らしていた。
この地域の名称は、愛甲郡の郡名に通じている。大住郡（後の中郡）と高座郡との道が開かれ、ここに愛甲郡の郡家が設置されたためこの名が起こったとの説がある。別の説では、鮎の川「アイカワ」が転じたものともいう。
およそ1200年前、この地は愛甲六郷のうちの玉川郷に属していた。後にそのうちの上愛甲付近が愛甲郷、片平付近が片平郷と呼ばれるようになった。
班田収授法に破綻が生じて有力者の墾田私有が許されるようになると、当地にいた武士たちは土地を開拓して私有の田畑を拓いた。さらに一族をその住民となして、荘園が流行する時代になった。
愛甲の地には鎌倉時代初期に、武蔵横山党の一族である山口季兼が長男の義久、三男季隆を配して愛甲庄を開いた。季隆の名は、1180年（治承4年）の『吾妻鑑』の記述が初出である。
鎌倉幕府が開かれると、愛甲郡は大江広元が領する地となり、毛利庄と称された。愛甲は下毛利庄の一部となり、山口義久と弟の季隆は愛甲氏と名乗ってこの地に屋敷を置いた。季隆は「愛甲三郎」とも呼ばれ、有職故実に通じている上に弓の名手としてもその名を世に知られていた。愛甲氏は1213年（建暦3年）の和田合戦で和田氏に味方して敗れ、季隆の長子小三郎季通などの一族が討死して没落の道をたどった。
鎌倉時代末期になると、藤原清俊という人物がこの地方の地頭となった。清俊は紀州熊野山領を得てこの地にも熊野三社を祀り、別当寺として日光山愛甲寺を置いたが、この寺院は明治初年に廃寺となっている。南北朝時代から室町時代に入ると、関東地方一円は足利氏の支配するところとなった。
室町幕府の衰退から戦国時代に移ると、北条氏が関東を平定し、愛甲村は内藤左近将監景定の知行する地となった。江戸時代には当初松平大和守がこの地を領し、1811年（文化8年）に石川・若林・島の3旗本家が知行するところとなって1868年（明治元年）の版籍奉還までその状態が続いた。
愛甲には大山道（矢倉沢往還）が通り、人馬継立の立場が2か所にあって伊勢原宿と厚木宿へのそれぞれ郵駅となっていた。高札場は上愛甲・宿・片平の3か所に存在し、村の西側には関東取締りの巡見道も通っていた。愛甲宿は人馬の継立で賑わいを呈していたものの、平塚宿の加助郷を命じられることがあったため、その経費は村ですべて負担せねばならず大変な迷惑であったという。
愛甲石田駅から厚木方面に少し戻ると「宿愛甲」交差点がある。宿愛甲の「宿」は集落を意味する言葉で、自治会や商店会の名称にもその名残をとどめている。なお、愛甲宿には1877年（明治10年）に集落39戸のうちほとんどを焼失した火事を始めとしてたびたび大火災があったため、古い文献はほとんど残っていないという。

## 名所・旧跡
円光寺
臨済宗建長寺派の寺院。愛甲宿から急坂の参道を登った所にある。宝筐印塔が1基残っており愛甲三郎季隆の墓碑と言われている。ただし宝筐印塔の基礎部に刻まれていた1192年（建久3年）は愛甲三郎季隆は生存中であったことから諸説ある。
大厳寺
曹洞宗の寺院。この地で火災の大きな被害があったことに由来する秋葉大権現社が境内に祀られている。また愛甲地区9号墳（大厳寺裏古墳）に位置し、刀などの出土の記録がある。
庚申塔
愛甲宿の厚木宿寄りにある玉川橋の近くに1801年（享和元年）造立の庚申塔があり、左大山道、右江戸青山あつぎ道と刻まれている。また愛甲宿の糟屋宿寄りである宿愛甲交差点付近に1781年（天明元年）造立の庚申塔があり、右大山道と刻まれている
玉川改修記念碑
愛甲宿の厚木宿寄りに玉川橋がありかつて玉川が流れていた。1931年（昭和6年）10月の大洪水を受け、洪水対策として改修工事（1933年（昭和8年）に完了）を行った記念碑が建てられている。

## ギャラリー

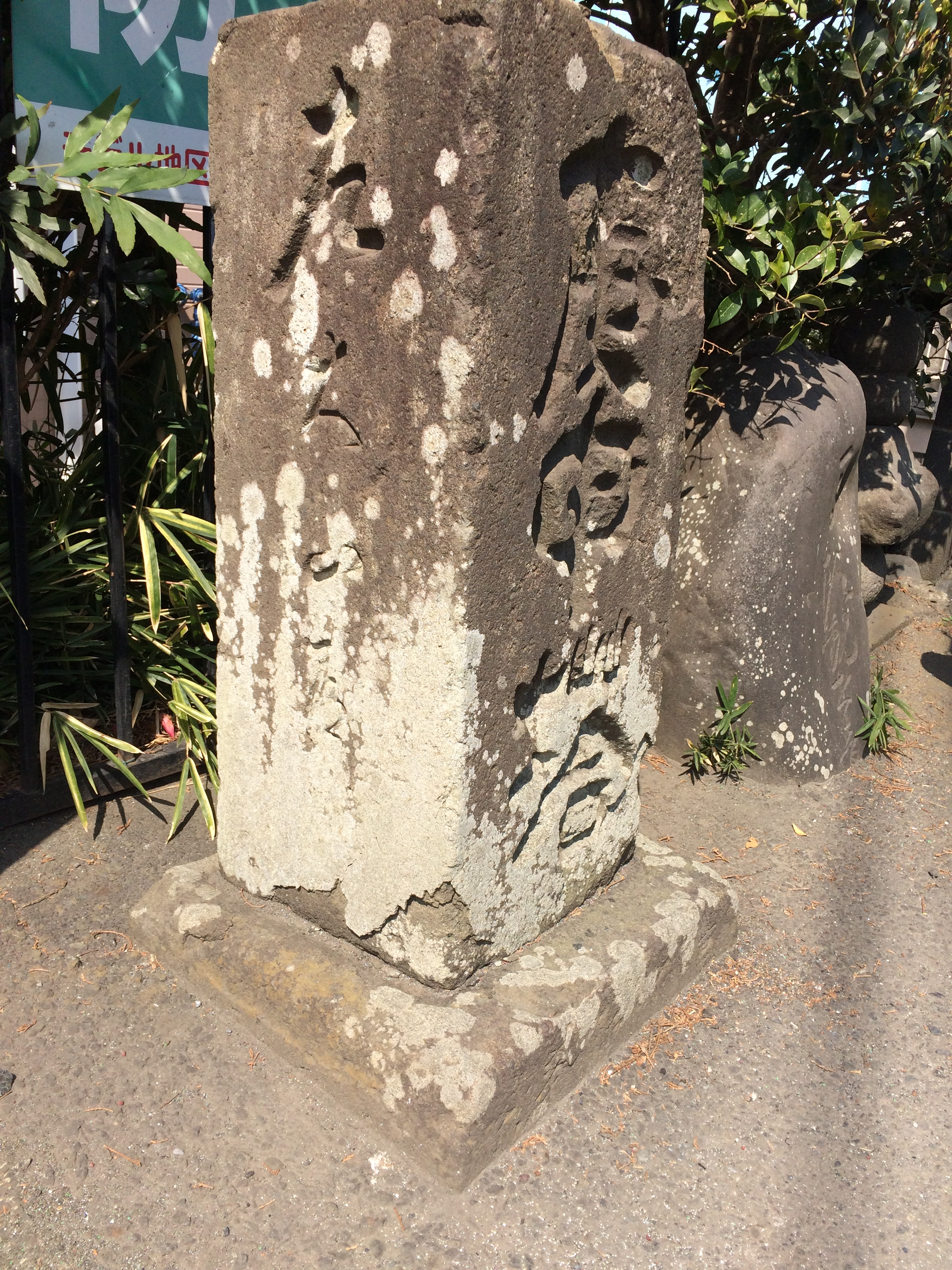
愛甲宿の玉川橋付近に残る庚申塔
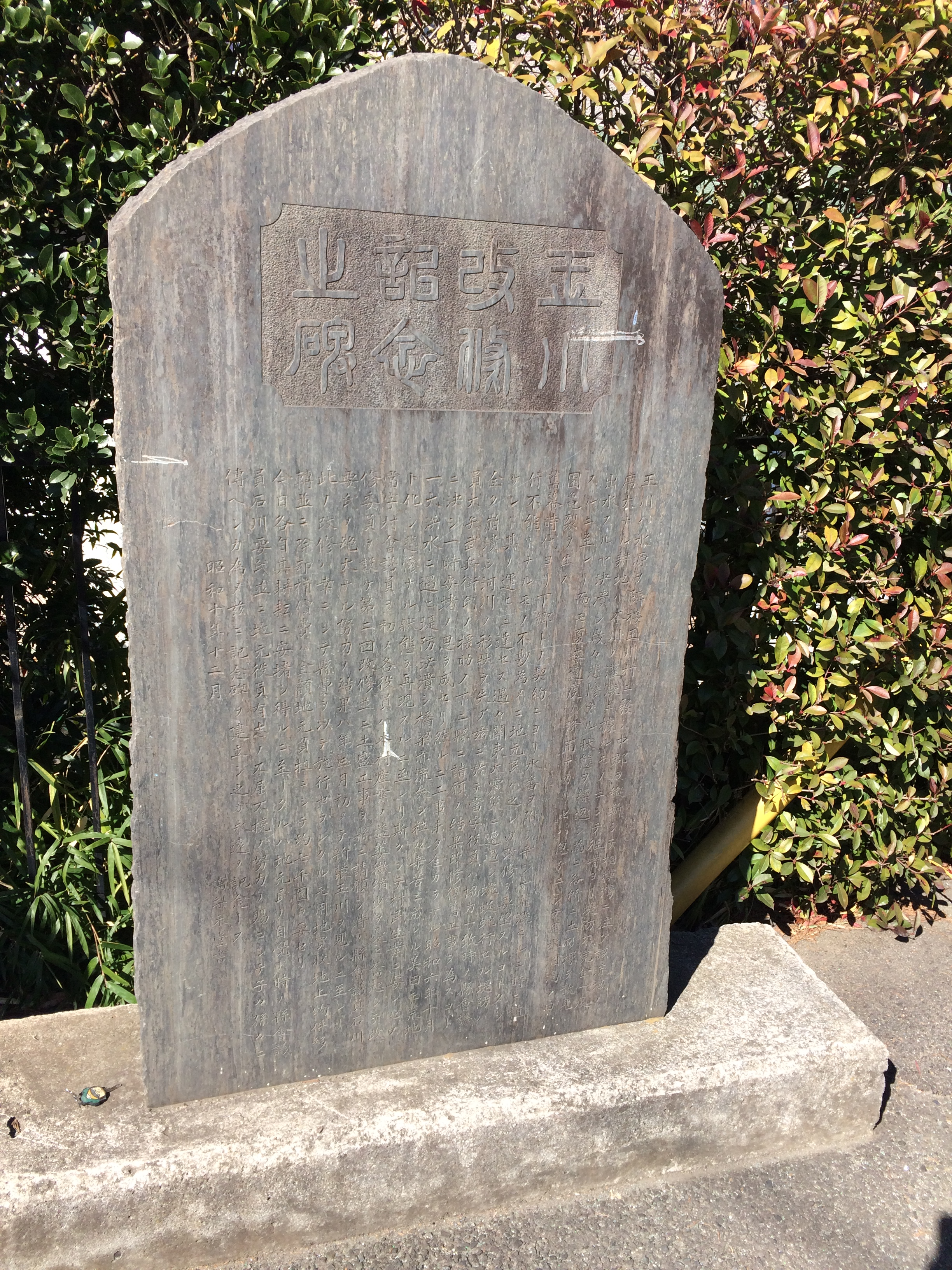
玉川改修記念碑
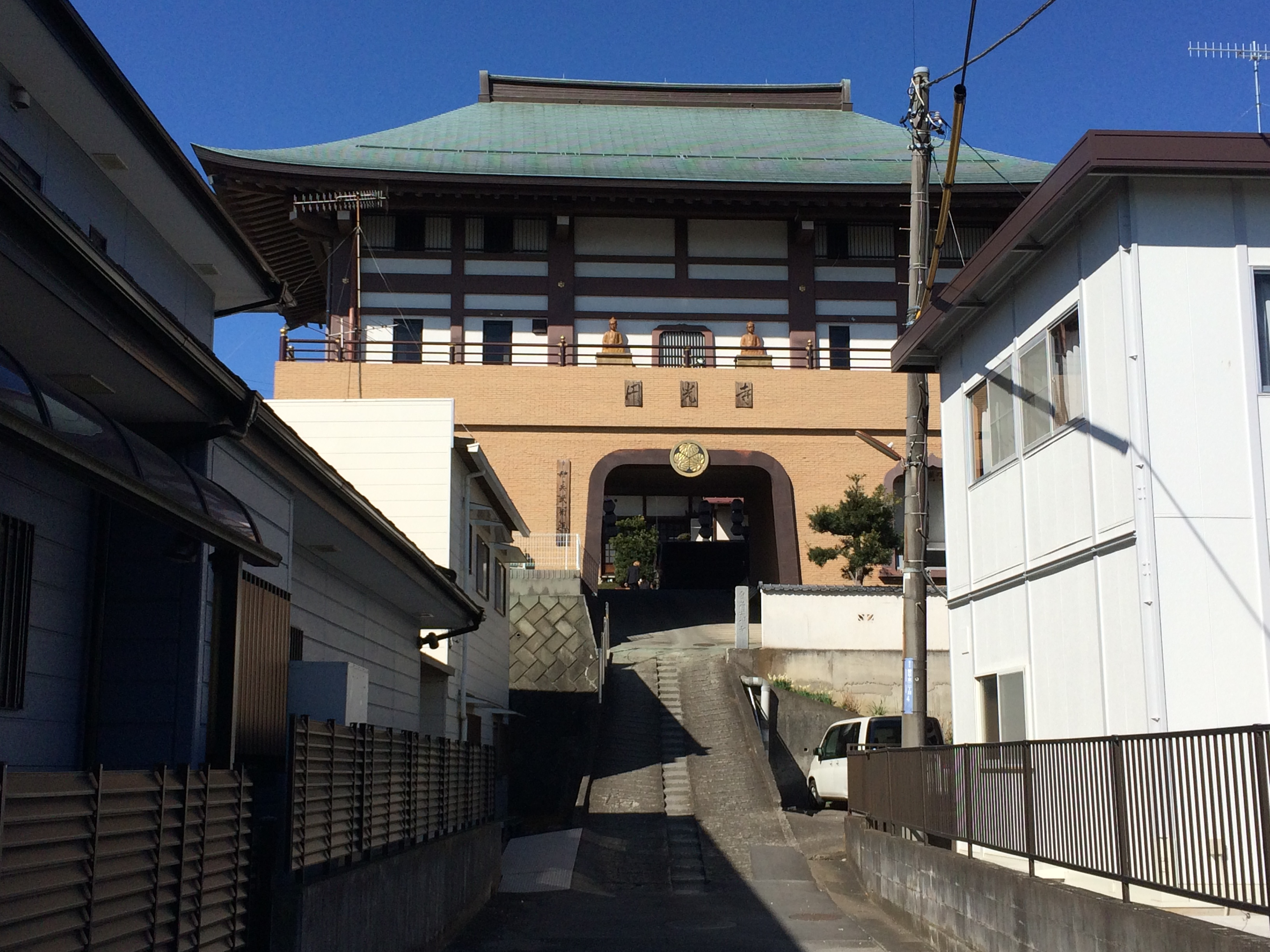
愛甲宿から円光寺までの参道
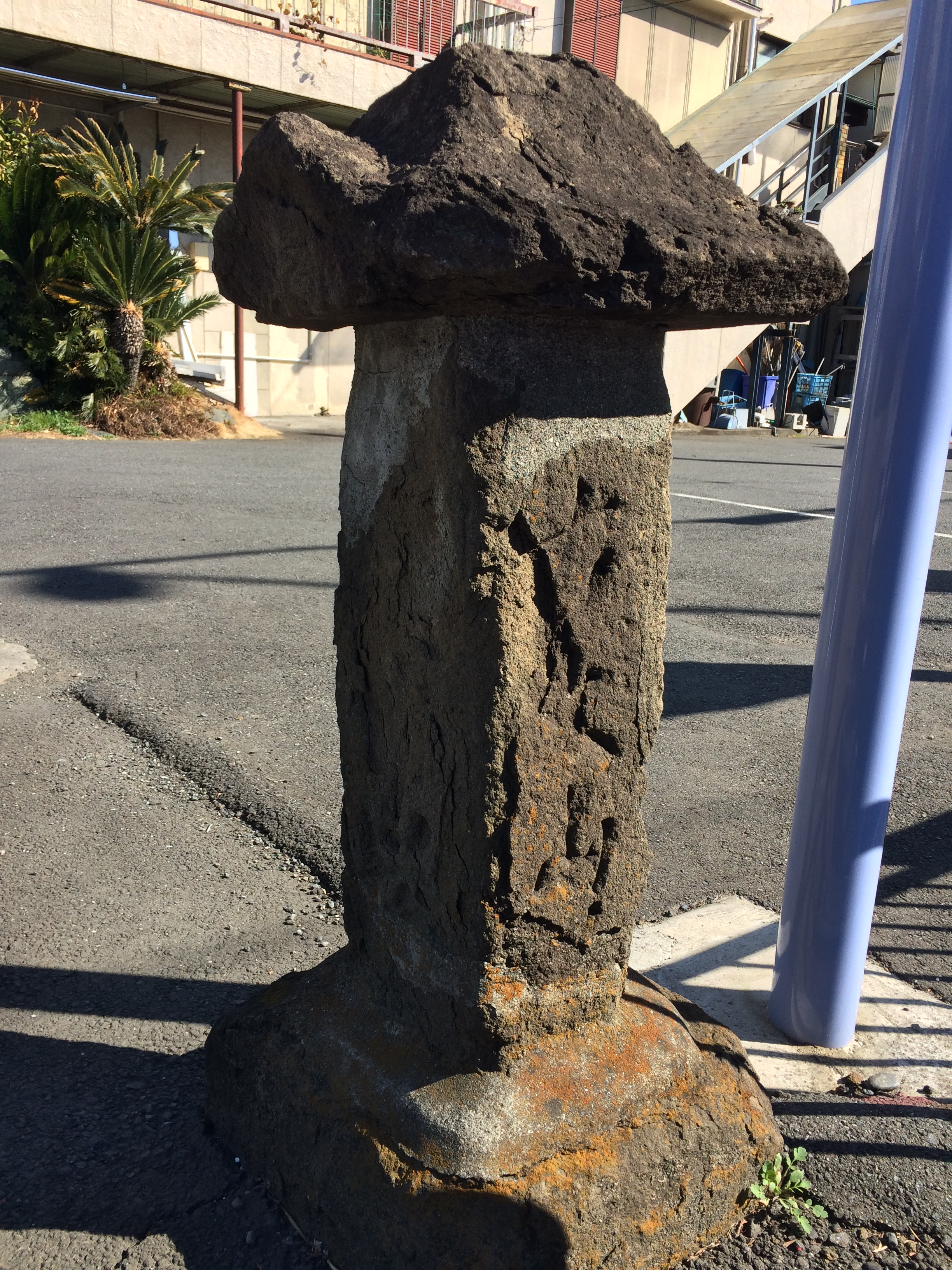
愛甲宿の宿愛甲交差点付近に残る庚申塔

## 交通アクセス
- 鉄道
  - 小田急電鉄小田原線 愛甲石田駅下車

## 隣の宿場
大山道
厚木宿 - 愛甲宿 - （下）糟屋宿
愛甲宿と糟屋宿との距離は1里（約3.9キロメートル）。
矢倉沢往還
厚木宿 - 愛甲宿 - （下）糟屋宿 - 伊勢原宿
愛甲宿と糟屋宿との距離は1里。糟屋宿と伊勢原宿との距離は18町（約1,96キロメートル）。